# NGC 2664
NGC 2664 في الفهرس العام الجديد، هو عنقود نجمي، يقع في كوكبة السرطان. اكتشف في 20 مارس 1830 . بواسطة جون هيرشل .

## روابط خارجية
- NGC 2664 على موقع ويكي سكاي: DSS2, SDSS, GALEX, IRAS, Hydrogen α, X-Ray, Astrophoto, Sky Map, Articles and images